# La Vallée de Jacmel (ort)
La Vallée de Jacmel är en ort i Haiti.   Den ligger i departementet Sud-Est, i den södra delen av landet, 50 km sydväst om huvudstaden Port-au-Prince. La Vallée de Jacmel ligger 812 meter över havet och antalet invånare är 33 127.
Terrängen runt La Vallée de Jacmel är huvudsakligen kuperad. La Vallée de Jacmel ligger uppe på en höjd. Runt La Vallée de Jacmel är det tätbefolkat, med 319 invånare per kvadratkilometer. Närmaste större samhälle är Jacmel, 14,4 km öster om La Vallée de Jacmel. Omgivningarna runt La Vallée de Jacmel är en mosaik av jordbruksmark och naturlig växtlighet.